# إرفين إس. باري
إرفين إس. باري (بالإنجليزية: Erwin S. Barrie) هو شخصية أعمال أمريكي، ولد في 1886 في كانتون في الولايات المتحدة، وتوفي في 1983 في دلراي بيتش في الولايات المتحدة.